# Sigismund Toduță
Sigismund Toduță (født 17. maj 1908 i Simeria - død 3. juli 1991 i Cluj-Napoca, Rumænien) var en rumænsk komponist, lærer, pianist og musikolog.
Toduta studerede komposition, klaver og pædagogik på musikkonservatoriet i Cluj-Napoca (1926-1930).
Han studerede derefter i Rom på Academia Santa Cecilia (1936-1938) hos Ildebrando Pizzetti og Alfredo Casella.
Toduta har skrevet 5 symfonier, operaer, orkesterværker, korværker, kammermusik, koncerter etc.
Han underviste i komposition på Musikkonservatoriet i Cluj-Napoca, hvor han senere blev rektor.

## Udvalgte værker
- Symfoni nr. 1 (1954) - for orkester
- Symfoni nr. 2 "Til minde om George Enescu" (1955) - for orgel og orkester
- Symfoni nr. 3 "Ovid" (1957) - for orkester
- Symfoni nr. 4 (1962 rev. 1975) - for orkester
- Symfoni nr. 5 "I gammel stil" (1977) - for orkester